# أتلتيكو تشالاكو
نادي أتليتيكو تشالاكو (بالإسبانية: Club Atlético Chalaco) هو نادي كرة قدم بيروفي مقره في كاياو ، بيرو . تأسس النادي في 9 يونيو 1902 .